# Farol de Mostardas
O Farol de Mostardas localiza-se em Tavares, na costa do estado do Rio Grande do Sul, no Brasil. A estrutura é composta por uma torre cilíndrica em concreto com lanterna e galeria, pintada com faixas horizontais brancas e pretas. Apresenta distância focal de trinta e nove metros (cento e vinte e oito pés).

## História
Foi inaugurado inicialmente em 1894, com estrutura metálica. A torre foi danificada pela ferrugem e abandono ao longo das décadas seguintes. Foi reformado em alvenaria, em 1940, recebendo a lente e a lanterna da antiga estrutura. A torre tem 40 metros de altura, com feixe luminoso com distância focal de 39 metros.
Está situado vinte quilômetros ao norte da cidade de Tavares, em área atualmente pertencente ao Parque Nacional da Lagoa do Peixe.
Seu entorno imediato abriga projeto de geração de energia eólica offshore que leva o nome do farol em projeto batizado de "Farol de Mostardas Geração Eólica Offshore". O parque com capacidade de geração de 3GW de propriedade da empresa japonesa Shizen Energia.